# شیطان درون ۲
شیطان درون ۲ یا رنج درون ۲ (به انگلیسی: The Evil Within 2) که در ژاپن با نام روان شکن ۲ (به انگلیسی: PhsychoBreak 2) شناخته می‌شود؛ یک بازی ویدئویی در سبک ترس و بقا است که توسط تانگو گیم‌ورکس توسعه یافته و به‌وسیلهٔ بتزدا سافت‌ورکز منتشر شده‌است. نسخه کامل این بازی در ۱۳ اکتبر ۲۰۱۷ میلادی برای رایانه‌های شخصی، اکس‌باکس وان و پلی‌استیشن ۴ عرضه شد. این بازی دنباله‌ای بر نسخهٔ پیشین خود در سال ۲۰۱۴ است و داستان را سه سال پس از آن روایت می‌کند.

## روند بازی
این بازی نیز همانند نسخهٔ پیشین خود به سبک ترس و بقا است. بازی از زاویهٔ دید سوم شخص دنبال می‌شود و بازیکن در بازی کنترل کارآگاه سباستیان کاستیانوس را بر عهده می‌گیرد که برای نجات دخترش به درون یونیون سفر می‌کند. بازی در سه سطح آسان  بقا  و کابوس درجه‌بندی شده‌است. شینجی میکامی، به بازیکنان توصیه کرد تا بازی را در درجهٔ آسان امتحان کنند.
روند بازی در بازی جدید نسبت به نسخهٔ پیشین خود پیشرفت بسیاری داشته و قابلیت‌های جدیدی به بازی افزوده شده‌است. پناهگاه‌ها در بازی تغییر کرده‌اند و شخصیت اصلی می‌تواند در پناهگاه شخصیت‌های فرعی، بازی را ذخیره کند یا اسلحه‌ها را ارتقا دهد؛ هرچند که ارتقا قابلیت‌های شخصیت تنها در اتاق امن شخصی ممکن است. همچنین قابلیت جدیدی به پناهگاه افزوده شده‌است که بازیکن می‌تواند با صرف یک فنجان قهوه سلامتی خود را کاملاً بازگرداند.
سیستم ساخت مهمات و وسایل نیز در بازی پیشرفت بسیاری کرده‌است. بازیکن می‌تواند در میز کار در اتاق‌های امن مهمات را بسازد یا با استفاده از سیستم ساخت سریع این کار را انجام دهد. هرچند که ساخت مهمات در میز کار، مواد اولیه کمتری مصرف می‌کند.
سیستم شخصی‌سازی همچنان در بازی وجود دارد و در آن تغییرات بسیاری ایجاد شده‌است. سباستیان با جمع کردن ژل‌های سبز و قرمز می‌تواند قابلیت‌های فردی خود را بهبود ببخشد. نموداری برای قابلیت‌های وی در نظر گرفته شده‌است که به پنج شاخهٔ اصلی سلامتی مخفی کاری، مبارزه ، بازیابی ، ورزشی تقسیم می‌شود.
اسلحه‌های قسمت قبل با اندکی پیشرفت همچنان در بازی حضور دارند و بازیکن می‌تواند همچنان از اسلحه‌های گرم و سرد استفاده کند. مراحل بازی گسترده‌تر شده‌است و امکان جستجوی بیشتری وجود دارد. همچنین می‌توان مراحل بازی را به صورت مخفیانه یا با استفاده از اسلحه‌هایی مانند تفنگ مراحل را به پایان رساند. یک ویژگی جدید در بازی وجود دارد که بازیباز با رایانه‌های مخصوصی می‌تواند بین دو مکان دورنوردی کند.
سیستم مخفی کاری در بازی بهتر و ساده‌تر شده‌است. بازیکن با دیدن علامت چشم در بالای صفحه نمایش می‌تواند بفهمد که تا چه حد در معرض دید دشمن است. اگر این چشم کاملاً باز باشد، بازیکن توسط دشمنان دیده شده‌است یا اگر مردمک چشم در حال چرخیدن باشد یعنی که دشمنان در جستجوی بازیکن هستند این رویه در پیشبرد مراحل مخصوصاً به صورت مخفیانه بسیار مؤثر است.

## درونمایه داستانی
در دنیای بازی گروهی ناشناخته به نام موبیوس وجود دارد این گروه با شعار "نظم و صلح" در دنیای واقعی فعالیت می‌کنند. این گروه با ساخت دستگاهی به نام استم و ساخت جهانی مجازی به نام یونیون سعی دارند تا دنیای بهتری را برای مردم ایجاد کنند. این دستگاه برای کار کردن نیاز به یک مغز مرکزی دارد تا سایر مردم با متصل شدن به دستگاه و مغز مرکزی یونیون را به راه بیندازند. اما موبیوس کنترل دستگاه‌ها را از دست می‌دهد و مجبور می‌شود از کارمندان خود یا دیگر انسان‌ها برای برگرداندن وضعیت دستگاه به گذشته‌استفاده کند.
داستان بازی پس از سه سال از نسخهٔ پیشین روایت می‌شود. کارآگاه سباستیان کاستیانوس مأمور برجسته پلیس KCPD از حوادث قسمت اول جان سالم به در می‌برد اما پلیس حرف او را باور نمی‌کند و او از شغل خویش معزول می‌شود.
پس از سه سال یکی از کارمندان سابق موبیوس و دستیار سباستیان به نام جولی کیدمن به نزد وی می‌رود و به او خبر می‌دهد که دختر وی به نام لی لی که به نظر می‌رسید به همراه پرستارش در آتش‌سوزی خانه سوخته‌است هنوز زنده است و اکنون به عنوان مغز مرکزی به دستگاه متصل شده‌است. سباستیان وظیفه دارد که علاوه بر نجات دادن دختر خود از توطئه‌های موبیوس را افشا کند. در این راه کیدمن وی را از دور هدایت می‌کند. کیدمن در دو قسمت از بسته‌های الحاقی بازی اول نقش اصلی را ایفا می‌کرد.

## سیر پیشرفت

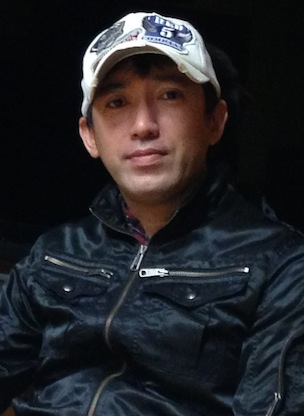
شینجی میکامی، کارگردان قسمت اول، در مقام تهیه‌کننده در قسمت جدید ظاهر شد.

ساخت بازی از مارس ۲۰۱۵ آغاز شد. تیم تانگو گیم‌ورکس پس از پایان ساخت بسته‌های الحاقی نسخهٔ پیشین، شروع به ساخت نسخهٔ جدید کرد. شینجی میکامی، کارگردان قسمت اول، در مقام تهیه‌کننده ظاهر شد و کارگردانی قسمت جدید را به جان جواناس (که میکامی او را فردی با استعداد فراوان توصیف کرده بود)، سپرد.
داستان بازی توسط هاجیمه ایشی‌مینه و ترنت هاگا نوشته شده‌است. یکی از انتقادات قسمت اول، داستان پیچیده و بغرنج آن بود، بنابراین هدف آن‌ها در نسخهٔ جدید، در آسان‌تر کردن فهم داستان بازی برای بازیکنان بوده‌است.

## بازتاب‌ها
| گردآورنده | امتیاز                                                    |
| --------- | --------------------------------------------------------- |
| متاکریتیک | (رایانه) ۸۰/۱۰۰ (پلی‌استیشن ۴) ۷۶/۱۰۰ (اکس‌باکس وان) ۸۲/۱۰۰ |

| ناشر                     | امتیاز  |
| ------------------------ | ------- |
| دستراکتید                | ۷/۱۰    |
| الکترونیک گیمینگ مانثلی  | ۸/۱۰    |
| گیم اینفورمر             | ۷٫۷۵/۱۰ |
| گیم رولیشن               | [ ۱۲ ]  |
| گیم‌اسپات                 | ۸/۱۰    |
| گیمز ریدار+              | [ ۱۴ ]  |
| آی‌جی‌ان                   | ۸/۱۰    |
| پی‌سی گیمر (ایالات متحده) | ۸۰/۱۰۰  |
| پولیگان                  | ۹/۱۰    |